# Храморт
Храморт (вірм. Խրամորթ, азерб. Xramort) — село у Аскеранському районі Нагірно-Карабаської Республіки. Село розташоване на північ від Аскерана, поруч з трасою Степанакерт — Аскеран — Мартакерт. Поруч розташовані села Ханабад, Парух та Арменакаван.

## Історія
До розпаду СРСР Храморт розташовувався в Степанакертському районі НКАО, недалеко від адміністративного кордону з Агдамським районом Азербайджанської РСР. З початку Карабаського конфлікту село зазнавало постійного артобстрілу з боку міста Агдам.
1 січня 1992 азербайджанські сили зі складу Агдамського батальйону під командуванням Якуба Рзаєва у супроводі шести танків і чотирьох БТР атакували Храморт. У цей день, за даними директора середньої школи села Армо Мкртчяна, було спалено 40 будинків і вбито 12 жителів похилого віку. Буквально на наступний день село було відбито вірменами, проте в кінці січня знов зайнято азербайджанцями. Обороняючі село вірмени відійшли в гори. Вночі підійшли вірменські загони та знову зайняли це село. З початку лютого 1992 по липень 1993, півтора року, село було під контролем азербайджанців. У липні 1993 року в ході наступу вірмен на Агдам, село Храморт перейшло під контроль військ НКР.
У 2009 році в селі було знято перший в історії художній фільм Нагірно-Карабаської республіки «Дім, який стріляв».

## Пам'ятки
В селі розташована церква Сурб Аствацацін 19 ст., кладовище 19-20 ст., хачкар 13 ст. та джерело 1851 р.